# Кинеска револуција (1949)
Кинеска револуција, у самој Кини позната и као Ослободилачки рат је назив за другу, завршну фазу кинеског грађанског рата, односно оружани сукоб који се у Кини водио од 1946. до 1950. између снага Републике Кине под влашћу националистичке странке Куоминтанг на једној, и комунистичких снага на челу са Комунистичком партијом Кине и Мао Цедунгом на другој страни. Обе стране су сукоб отпочеле 1927. али су га привремено обуставиле како би постали савезници у рату против Јапанаца 1937. године. Јапански пораз у Другом светском рату и неуспех покушаја да се нађе споразумно решење за будућност поратне Кине је довео до обнове сукоба у пролеће 1946. године. Комунисти, који су тада углавном контролисали север и североисток Кине, су имали мање људства, оружја и опреме од Куоминтанга, које су обилато оружјем, новцем и опремом помагале САД; успркос томе су, захваљујући популарности у сељачким масама, с временом успели да овладају целом копненом Кином, на чијем је подручју 1949. године проглашена Народна Република Кина.
Победа КП Кине је имала велики утицај на глобални однос снага: Кина је постала највећа социјалистичка држава по броју становника, а након кинеско-совјетског раскола 1956. године, трећа сила у Хладном рату. Народна Република је нудила директну и индиректну подршку комунистичким покретима широм света и инспирисала је раст маоистичких партија у бројним земљама. Шок због успеха КПК и развој нове геополитичке домино теорије која постулира њено ширење по источној Азији довели су Сједињене Државе до узастопних војних интервенција у Кореји и југоисточној Азији. КПК је на власти у континенталној Кини и друга је највећа политичка партија на свету.

## Датум почетка и завршетка
Многи историчари се слажу са званичном историјом Комунистичке партије Кине да кинеска револуција датира од оснивања Партије 1921. године. Неки сматрају да је то био последњи део кинеског грађанског рата, пошто се тек после Другог кинеско-јапанског рата ратна надмоћ окренула одлучно у корист комуниста. Ипак, није сасвим јасно када је почела друга половина грађанског рата. Најранији могући датум био би крај Другог уједињеног фронта у јануару 1941. године, када су националистичке снаге направиле заседу и уништиле Нову Четврту армију. Други могући датум је предаја Јапана 10. августа 1945. године, чиме је почела борба комунистичких и националистичких снага да заузму опрему и територију коју су Јапанци оставили. Међутим, рат у пуном обиму између две стране истински није започео све до 26. јуна 1946. године, када је Чанг Кај Шек покренуо велику офанзиву против комунистичких база у Манџурији.
Најчешћи датум коришћен за крај Револуције је проглашење Народне Републике Кине 1. октобра 1949. године. Без обзира на то, националистичка влада се није евакуисала на Тајван све до децембра, а значајне борбе (као што је освајање Хајнана) настављене су све до 1950. и преузимања Тибета 1951. године. Иако никада није представљала озбиљну претњу за Народну Републику, исламска побуна Куоминтанга се наставила све до 1958. године у провинцијама Гансу, Ћингај, Нингсија, Синђанг и Јунан. Војници Републике Кине који су побегли у планине Бурме и Тајланда радили су са ЦИА-ом и КМТ-ом на финансирању антикомунистичких активности са трговином дрогом све до 1980-их. Никада није постигнут никакав формални мир између Републике Кине и НР Кине.